# Heinrich Storek
Heinrich Storek (5. července 1862 Brno – 10. listopadu 1918 Brno) byl moravský průmyslník, chemik, konstruktér a vynálezce německého původu, původně vystudovaný farmaceut. Byl majitelem strojírenských a slévárenských závodů Ignaz Storek v Brně, zabývajících se zejména odléváním a opracováváním kovů, především litiny. V 10. letech 19. století byl v závodu zaměstnán konstruktér Viktor Kaplan, který u firmy vedené Storkem pro svou práci získal mimořádné pracovní zázemí.

## Život

### Mládí
Narodil se v Brně do rodiny průmyslníka Ignaze Storka, který v Brně roku 1861 založil strojírenský a slévárenský závod Ignaz Storek. Heinrich byl první dítě z druhého Storkova manželství poté, co jeho první manželka předčasně zemřela. Heinrich vystudoval brněnské Německé státní gymnázium, následně získal titul magistra farmacie na Vídeňské univerzitě. Roku 1887 se Ignaz Storek rozhodl ze zdravotních důvodů odejít do důchodu a Heinrich nastoupil do čela rodinné továrny.

### Rodinný život
Heinrich Storek se roku 1887 v Kopřivné oženil s Berthou Mülschitzkou, z manželství vzešli čtyři synové. Po její smrti roku 1904 pojal roku 1916 v Brně za manželku vdovu Helene Hněvkovskou, rozenou Tomolovou; toto manželství bylo bezdětné.

### Úmrtí

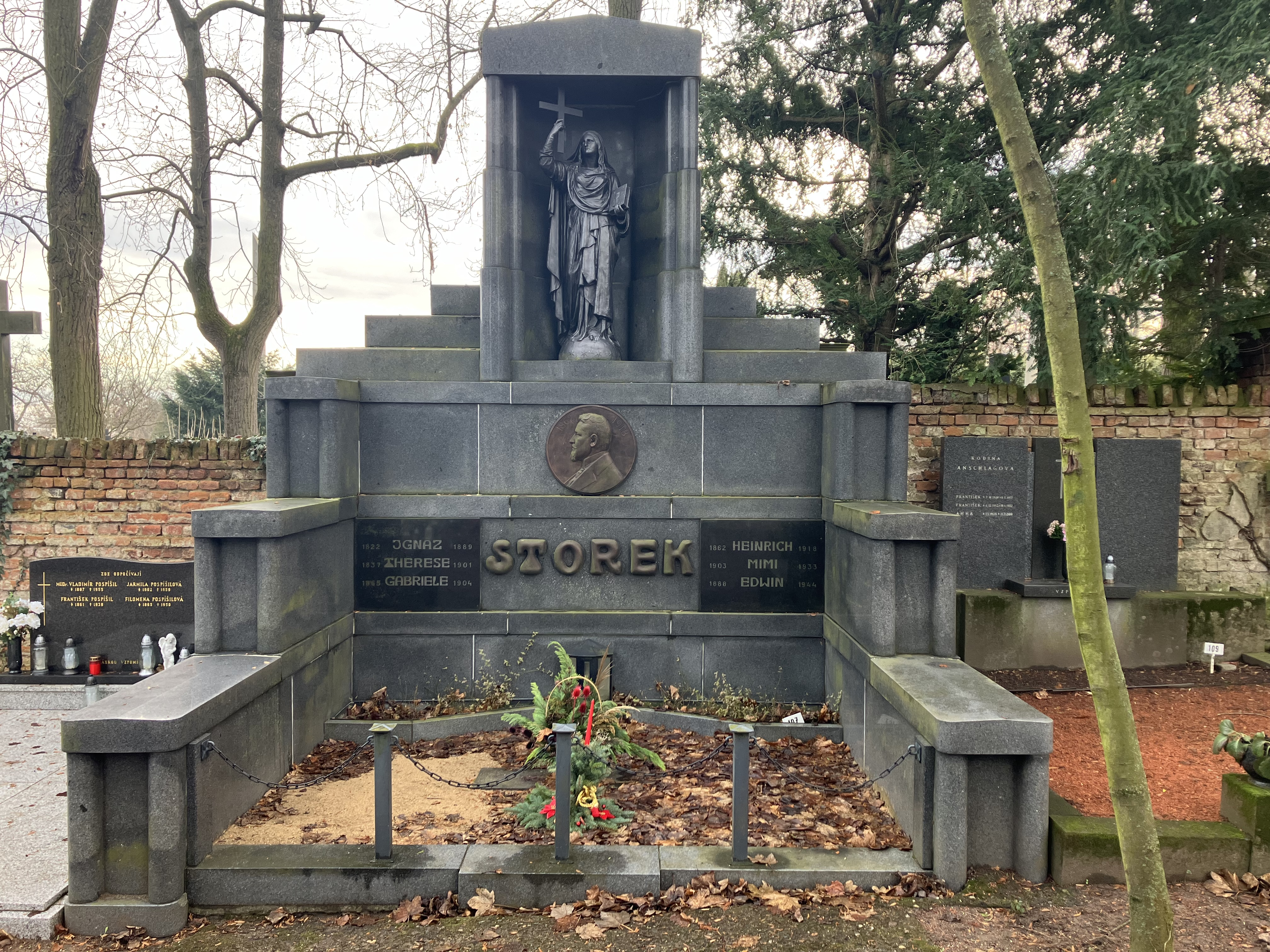
Hrob Heinricha Storeka

Heinrich Storek zemřel 10. listopadu 1918 v Brně ve věku 56 let následkem počínající epidemie španělské chřipky. Byl pohřben v rodinné hrobce na Ústředním hřbitově v Brně, sk. 1/hr. 105–7. Kovový odlitek podobizny vytvořil umělecký slévač Karel Korschann zaměstnaný ve Storkově firmě.
Vedení rodinného podniku převzal po jeho smrti nejstarší syn Edwin Ignác Storek.

## Strojírna a slévárnaIgnaz Storek
Po nástupu do čela závodu zajistil Heinrich Storek rozšíření a modernizaci závodu, roku 1889 zde byla vystavěna Siemensova-Martinova pec, jako třetí takové zařízení v Rakousku-Uhersku. Sám se aktivně zapojoval do zlepšování výroby a technických inovací, zejména v oblasti chemie, kterou v rámci farmacie studoval; byl autorem a držitelem řady patentů. Roku 1906 byla v továrně zřízena mechanická dílna, roku 1910 došlo k dalšímu rozšíření závodu a jeho vybavení železniční vlečkou, roku 1913 byl otevřen nový strojírenský provoz.
Ve svém oboru platil Heinrich Storek za prvotřídního technologického odborníka, proto byl členem řady oficiálních orgánů, komisí či rad: Spolku německých huťařů, Spolku rakouských chemiků, Moravského živnostenského spolku a několika německých spolků v Brně.
Sortiment firmy v roce 1939:
- Storkovy-Kaplanovy turbíny i vodní turbíny všech druhů
- Železné konstrukce pro vodní stavby
- Stroje pro beztřískové zpracováni kovů jako lisy, nůžky, buchary s automatickým podáváním
- Cylindrická, kuželová, šroubová a šneková ozubená kola všech velikostí
- Odlitky: 
  - podle ČSN nebo podle zvláštních předpisů,
  - z oceli Siemens-Martinovy, slité i neslité, do 7.500 kg kusové váhy,
  - z oceli, vzdorující rzi a kyselinám (z Cr a Mn oceli)
  - z oceli vzdorující opotřebení,
  - z ohnivzdorného materiálu „pyralit“
  - z šedé litiny a litiny temperované pro všechny účely

Po roce 1910 byl u firmy zaměstnán konstruktér Viktor Kaplan. Storek mu ve firmě nabídl podmínky příhodné pro inovátorskou práci, Kaplan se pak firmě odvděčil udělením přednostního práva na užití jeho konstrukčních patentů. S vypuknutím první světové války byla výroba v letech 1914 až 1918 přeorientována na vojenský výrobní program.